# 言えないアイスクリーム
「言えないアイスクリーム」（いえないアイスクリーム）は、長妻樹里の楽曲。yozuca*が作詞、筑田浩志が作曲を手掛けた。長妻のデビューシングルとして2014年8月27日にZERO-Aから発売された。

## 背景
2014年6月1日にZepp DiverCity Tokyoで開催された「@JAM2014」でCDデビューの発表と本曲の初披露が行われた。楽曲披露に際しては奥井雅美が歌い方や身振り手振りに関する内容を長妻に教え、これらを彼女がノートにメモしながら行ったという。楽曲披露時は練習時と違い観客がサイリウムを掲げたため緊張していたが、回りの雰囲気に配慮し新しい気分で臨んだという。
衣装は3種類用意されたが、その内の1つは黄色いワンピースであるという。スカートは自身初となるマキシ丈ということもあり大人っぽさを感じたという。

## 音楽性
本曲は、テレビ東京『アニメマシテ』の2014年9月度オープニングテーマに起用された。恋する女の子の気持ちを歌ったかわいい曲で、長妻自身はこれまで歌ってきたキャラクターソングの延長線であることを実感しているという。歌詞には夏の爽やかな雰囲気も反映されているという。仮歌時は不安のあまり慎重さが前面に出ていたが、ライブ後のレコーディングでは長妻自身の想いや歌詞の内容を咀嚼しながらドラマチックに歌ったという。
PVは、曲のタイトル通りアイスクリームが登場しており、いくつかのシーンではアイスクリーム作りにも挑戦している。

## シングルリリース
2014年8月27日にZERO-Aから発売された。
販売形態は初回限定盤（POCE-9408）と通常盤（POCE-1411）の2種リリースで、初回限定盤には本曲のPVを収録したDVDが同梱されている。ジャケットは長妻の「背伸びした日常」が反映されており、撮影は屋外にあるハウススタジオで行われた。撮影時は天候が微妙であったが、長妻自身が晴れ女ということもあってか晴れの状態で行われた。なお花に顔を近付ける際長妻の顔に偶然虫が付着してドヤ顔になったことを明かしている。

## シングル収録内容
| #         | タイトル                                   | 作詞               | 作曲      | 編曲      | 時間  |
| --------- | ------------------------------------------ | ------------------ | --------- | --------- | ----- |
| 1.        | 「言えないアイスクリーム」                 | yozuca*            | 筑田浩志  | 筑田浩志  | 4:46  |
| 2.        | 「嫌いになれるかな」                       | 福田貴訓、橋本彩子 | 福田貴訓  | 立山秋航  | 3:34  |
| 3.        | 「言えないアイスクリーム（Instrumental）」 |                    |           |           | 4:46  |
| 4.        | 「嫌いになれるかな（Instrumental）」       |                    |           |           | 3:31  |
| 合計時間: | 合計時間:                                  | 合計時間:          | 合計時間: | 合計時間: | 16:40 |

| #  | タイトル                                | 作詞 | 作曲・編曲 |
| -- | --------------------------------------- | ---- | ---------- |
| 1. | 「言えないアイスクリーム」(MUSIC VIDEO) |      |            |